# Abadia de Dunfermline

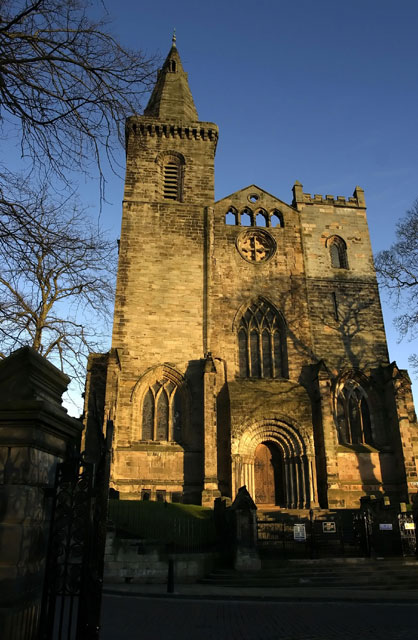
Abadia de Dumferline.

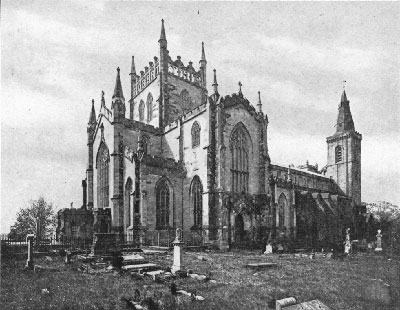
Abadia de Dumferline - 1919.

A Abadia de Dunfermline, na Escócia. Na região do Fife do oeste, sobre uma escarpa, era originalmente um mosteiro fundado nos anos 1070 pela Rainha Santa Margarida, para os beneditinos, no sítio onde se levantava uma capela céltica.
Em 1128, seu filho o rei Davi I aumentou o edifício e subiu sua categoria, transformando-o em abadia.
O atual edifício, a oeste, ainda obtém da nave da igreja abacial primitiva, levantada por ele. Já o lado leste, com a torre onde estão inscritas as palavras «King Robert the Bruce» (Roberto I da Escócia), é a igreja paroquial nova construída, em 1818, sobre as ruínas da velha abadia.
Na Idade Média, a abadia se tornou um centro eclesiástico importante e nela estão sepultados numerosos monarcas escoceses, nomeadamente: Malcolm III Canmore, a fundadora sua esposa Santa Margarida e o referido rei Robert the Bruce, cujo túmulo foi redescoberto no século XIX quando o edifício teve grandes obras.
Quando Margarida foi canonizada, em 1250, uma capela e santuário lhe foram construídos no lado leste e centro da abadia. Em 1303, a abadia foi destruída pelo rei Eduardo I que percebeu a importância do local como ponto focal do nacionalismo escocês. Parcialmente reconstruída, foi danificada mais tarde no século XVI, na Reforma.
O palácio real de Dunfermline nasceu de um aumento da casa de convidados da abadia, depois de ser fechada na Reforma, e, em 1589, foi dado como presente de casamento à Rainha Ana da Dinamarca por seu marido, o rei Jaime VI. Antes da União das Coroas, em 1603, ela permanecia de vez em quando aqui por umas boas temporadas e seu filho Carlos, futuro Carlos I, nasceu aqui.